# Alma Cogan
Alma Cogan, née le 19 mai 1932 à Whitechapel,  Londres et morte le 26 octobre 1966 à Londres est une chanteuse britannique célèbre dans les années 1950. Elle devient la première chanteuse à avoir sa propre série télévisée en Grande-Bretagne. 

## Biographie
Alma Angela Cohen nait le 19 mai 1932 dans le quartier d'East End à Londres dans une famille juive d'origine russo-roumaine. Elle est est éduquée dans un environnement de jazz et commence à chanter à l'âge de 11 ans.Cogan devient une star glamour de la chanson dans les années 1950 en Grande Bretagne. On la surnomme « la fille au rire dans la voix  ». 
Proche des Beatles, elle habite sur Kensington Street avec sa mère Fay. Elle devient la première chanteuse à avoir sa propre série télévisée et devient l'artiste féminine la mieux payée de Grande Bretagne. 
Son premier tube intitulé Bell Bottom Blues sort en 1954.  
Elle encontre Les Beatles le 12 janvier 1964 dans l'émission Sunday Night at the London Palladium (en) sur Associated Television (ATV) (en). John Lennon tombe fou amoureux d'elle au point que sa mort en 1966 l'affecte profondément. 
Paul Mcartney aurait ajouté le titre provisoire Scrambled Eggs en composant la chanson Yesterday dans l'appartement qu'Alma Gogan partageait avec sa mère au  44 Stafford Court à Kensington High Street quand cette dernière lui a servi des œufs brouillés au petit déjeuner. 
En 1966 atteinte d'un cancer des ovaires elle est hospitalisée au Middlesex Hospital et meurt le 26 octobre 1966 à l'âge de 34 ans.
Gordon Burn publie un thriller en 1991 intitulé Alma Cogan (roman) (en), dans lequel il imagine qu'elle n'est pas morte d'un cancer, et dans lequel il explore la fascination du public pour les tueurs en série.

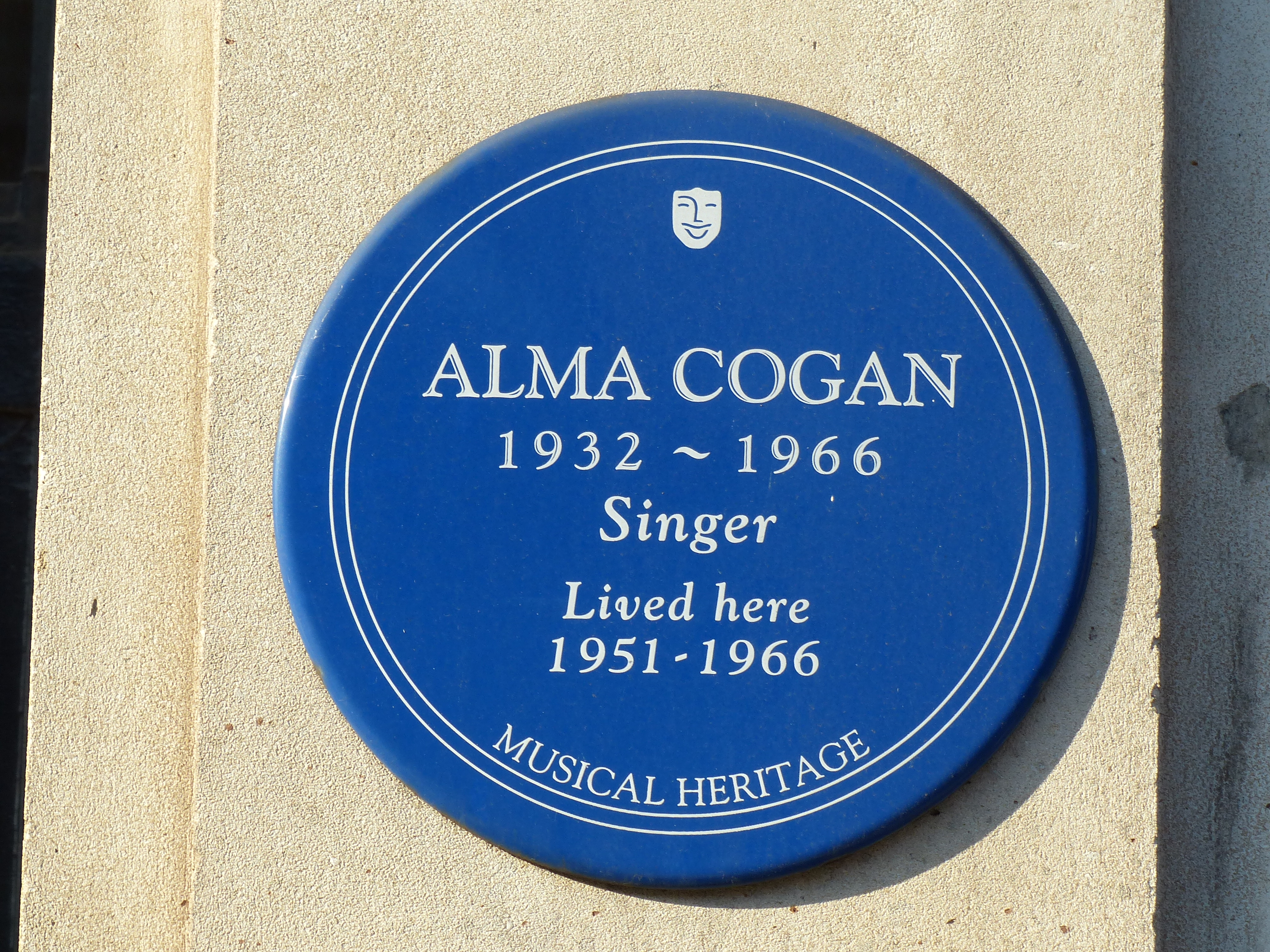
Plaque commémorative sur le lieu où elle vivait.

## Discographie
- Fly me to the moon, 1963[9].
- The Girl with the Laugh in Her Voice[3].
- Bell Bottom Blues[3].
- I Can't Tell a Waltz from a Tango[3].